# Peresecina
Peresecina est un village du district d'Orhei, en Moldavie. Il comptait 7 816 habitants en 2014.

## Personnalités notables
- Sergiu Niță (en)
- Radu Sîrbu
- Alexandra Remenco (en)